# Jana (Bulgarije)
Jana (Bulgaars: Яна) is een dorp in Bulgarije. Het dorp is gelegen in het district Kremikovtsi en ligt 19 km ten noordoosten van de Bulgaarse hoofdstad Sofia. 

## Bevolking
Op 31 december 2020 telde het dorp 1.149 inwoners, een halvering ten opzichte van het maximum van 2.573 inwoners in 1975.
| Bevolkingsontwikkeling tussen 1934 en 2020          |
| --------------------------------------------------- |
|                                                     |
| Bron: Nationaal Statistisch Instituut van Bulgarije |

Het dorp wordt grotendeels bewoond door etnische Bulgaren, maar er is ook een grote minderheid van Roma.
| Etnische samenstelling van de respondenten (2011) | Etnische samenstelling van de respondenten (2011) | Etnische samenstelling van de respondenten (2011) | Etnische samenstelling van de respondenten (2011) | Etnische samenstelling van de respondenten (2011) |
| ------------------------------------------------- | ------------------------------------------------- | ------------------------------------------------- | ------------------------------------------------- | ------------------------------------------------- |
|                                                   |                                                   |                                                   |                                                   |                                                   |
| Bulgaren                                          | Bulgaren                                          |                                                   | 89,5%                                             | 89,5%                                             |
| Turken                                            | Turken                                            |                                                   | 0,3%                                              | 0,3%                                              |
| Roma                                              | Roma                                              |                                                   | 9,3%                                              | 9,3%                                              |
| Anders/Onbekend                                   | Anders/Onbekend                                   |                                                   | 0,9%                                              | 0,9%                                              |